# Vallei van het Groot Schijn
De Vallei van het Groot Schijn is een natuurgebied in het noordwesten van de tot de Antwerpse gemeente Ranst behorende plaats Oelegem.
Het gebied wordt doorsneden door het riviertje Groot Schijn. Het gebied wordt gekenmerkt door de zanden van de Formatie van Lillo, terwijl langs de beek ook veenbodems te vinden zijn. Voral de voedselarme beemden op deze venige gronden zijn van belang.
Naast de hooilanden vindt men vooral loofbossen, maar er zijn ook enkele aanplantingen van naaldhout te vinden. Van cultuurhistorisch belang is het kasteel Bleyckhof.